# Nektar (Band)
Nektar ist eine Rockband, die 1969 von den Briten Roye Albrighton (* 1949; † 26. Juli 2016, Lead-Gesang, Gitarre), Allan „Taff“ Freeman (* 7. Juni 1946; † 22. August 2021, Keyboard), Ron Howden (* 1945; † 29. September 2023, Schlagzeug) und Derek „Mo“ Moore (* 1946, Bass) zusammen mit Mick Brockett (* 1947, Lichteffekte) in Hamburg gegründet wurde. Stilistisch anfangs in den Bereichen Progressive Rock und Psychedelic Rock beheimatet, wandte man sich auf späteren Alben teilweise dem Hard Rock zu.

## Bandgeschichte
Derek Moore und Ron Howden waren einander 1964 in Frankreich begegnet, wo beide in verschiedenen Bands in amerikanischen Armeekasinos auftraten. Als die beiden Allan Freeman in Deutschland trafen, wurde aus dem Duo das Trio Prophecy. Mit Prophecy spielte Allan Freeman auch Ende der Sechziger im Hamburger Star-Club. Freemans Sohn Alain Freeman lebt heute in Hamburg und betreibt dort ein Reisebüro. Bei der Gründung von Nektar ließ sich die Band in einem Haus im Ober-Beerbacher Tal am Ortsrand von Seeheim-Jugenheim (Hessen) nieder. Das sinfonische Debütalbum Journey to the Centre of the Eye erschien 1971.
1972 schaffte eine Nektar-LP den Sprung in die amerikanischen Charts. A Tab in the Ocean wurde eigens für die Vereinigten Staaten neu abgemischt. Diese Aufnahme mit mehr Tempo und klarer zu unterscheidenden Instrumenten sollte den Geschmack der US-Amerikaner besser treffen. Die Gruppe entschloss sich zu einer USA-Tournee und erzielte einen Achtungserfolg: Mehr als 100.000 Amerikaner wollten Nektar sehen. Kennzeichnend für die Live-Auftritte der Band war die Lightshow, die auf großen Leinwänden hinter den Musikern von „Lichtmusiker“ Brockett virtuos inszeniert wurde. Für das 1975er Album Recycled wirkte der US-Keyboarder und Synthesizerspezialist Larry Fast und spielte auch auf der anschließenden Tour mit.
1976 verließ Albrighton kurzzeitig die Band. Das Album Magic Is a Child wurde mit dem Gitarristen und Sänger Dave Nelson aufgenommen, fand jedoch nicht die Beachtung, die frühere Werke von Nektar erhalten hatten. Es ist die einzige LP in dieser Besetzung. 1980 wirkten Albrighton und Freeman zusammen, um mit Carmine Rojas am Bass und David Prater am Schlagzeug Man in the Moon zu produzieren. Danach war es lange still um Nektar.
2001 wurde Nektar von Albrighton und Freeman reaktiviert, mit Ray Hardwick (Schlagzeug) und konnte an die alten Erfolge anknüpfen. 2002 tourte die Band in der Originalbesetzung zunächst in den USA, es folgten Konzerte in Großbritannien und Deutschland. Der Bassist Randy Dembo spielte dann auf der Evolution-CD mit. Seit September 2004 war Tom Hughes an den Tasten, insbesondere an der Hammond-Orgel, zu finden.
Ab 2006 wurde Nektar aktiv durch Howden und Albrighton betrieben, die zahlreiche Gast- und Aushilfsmusiker auf Tourneen einsetzen. Roye Albrighton – als Multiinstrumentalist – spielte bei Musikproduktionen in der Regel alle Instrumente außer dem Schlagzeug selbst ein. Das Album Book of Days spielte er aus Termingründen und mit dem Segen von Howden alleine mit einem Drumcomputer ein.
Nektar wurde bis ins Jahr 2016 um die Gründungsmitglieder, Howden und Albrighton betrieben. Letzterer verstarb im Jahr 2016.
Ab 2018 besteht die aktive Gruppe Nektar um Ron Howden, Derek „Mo“ Moore und Mick Brockett zusammen mit Ryche Chalanda, Randy Dembo und Kendall Scott. Sie veröffentlichten im Januar 2020 das Album The Other Side. Im Jahr 2023 verstarb Ron Howden.

## Diskografie

### Studioalben
- 1971: Journey to the Centre of the Eye (Bellaphon/Bacillus BLPS 19064)
- 1972: A Tab in the Ocean (Bellaphon/Bacillus BLPS 19118)
- 1973: Sounds Like This (2LP) (Bellaphon/Bacillus BDA 7506)
- 1973: Remember the Future (Bellaphon/Bacillus BLPS 19164)
- 1974: Down to Earth (Bellaphon/Bacillus BLPS 19190)
- 1975: Recycled (Bellaphon/Bacillus BLPS 19219)
- 1977: Magic Is A Child (Bellaphon/Bacillus BAC 2050)
- 1980: Man in the Moon (Ariola)
- 2001: The Prodigal Son (Bellaphon 9729528)
- 2004: Evolution (Eclectic Discs/Dream Nebula DNECD 1205)
- 2008: Book of Days (Bellaphon 9705326)
- 2012: A Spoonful of Time (Coveralbum, Cleopatra)
- 2013: Time Machine (Cleopatra)
- 2020: The Other Side (Cerry Red Ltd.)
- 2024: Mission to Mars (Deko Entertainment)

### Livealben
- 1974: Sunday Night at London Roundhouse (Bellaphon/Bacillus BLPS 19182)
- 1977: Live in New York (2 LP) (Bellaphon/Bacillus BAC 2004)
- 1978: More Live Nektar In New York (2 LP) (Bellaphon/Bacillus BAC 2058)
- 2002: Unidentified Flying Abstract (Bellaphon 9724525)
- 2005: Nektar 2004 Tour Live (2 CD) (Treacle Productions/Nektar Evolution Music)
- 2005: Door to the Future (Eclectic Discs/Nebula Recordings DNECD 1212)
- 2009: Fortyfied (M2 Music/inakustik/Treacle Productions TMCD 209-2D)
- 2024: Journey to the Other Side – Live at the Dunellen Theatre June 10, 2023 (Deko Entertainment DEKO1132-3)

### Kompilationen
- 1976: Nektar (Compilation) (Bellaphon/Bacillus BLPS 19224)
- 1987: Nektar (Compilation) (Bellaphon/Bacillus 260-09-038)
- 1994: Highlights (Compilation) (2CD) (Bellaphon/Bacillus 99309001CD)

### Singles
- 1972: Do You Believe in Magic? / 1-2-3-4 (Bellaphon/Bacillus 1644/141)
- 1974: Fidgety Queen / Little Boy (Bellaphon/Bacillus 1722/246)
- 1975: Flight to Reality / It’s All Over (Bellaphon/Bacillus BF 184119)

### SACDs
- 2004: Journey to the Centre of the Eye (Eclectic Discs/Dream Nebula Recordings DNECD 1203)
- 2004: Remember the Future (Eclectic Discs/Dream Nebula Recordings DNECD 1204)
- 2004: Live in New York (Eclectic Discs/Dream Nebula Recordings DNECD 1206/7)

### Videoalben
- 2003: Live (PAL), Classic Rock Productions CRP 1008, United Kingdom (NTSC), Classic Rock Productions CRP 10090
- 2005: Pure (2DVD, SPV, Germany, 23. September 2005)